# Michał Antoni Mierzyński
Michał Antoni Mierzyński herbu Jastrzębiec – stolnik bydgoski w latach 1789–1793, podczaszy radziejowski w latach 1765–1789, miecznik kowalski w latach 1760–1765, pisarz grodzki kowalski, subdelegat grodzki kowalski, komornik ziemski płocki.
W 1764 roku wybrany sędzią kapturowym województwa brzeskokujawskiego. Był elektorem Stanisława Augusta Poniatowskiego w 1764 roku z województwa brzeskokujawskiego.